# 复兴街道 (城口县)
复兴街道，是中华人民共和国重庆市城口县下辖的一个乡镇级行政单位。

## 行政区划
复兴街道下辖以下地区：
太和社区、和平社区、茅坪社区、友谊社区、阳坪村、柿坪村和红坪村。